# 2011年世界游泳锦标赛法国代表团

法国代表团旗帜

2011年世界游泳锦标赛法国代表团共派出24名运动员参赛。

## 奖牌榜
| 名次 | 代表团 | 金牌 | 银牌 | 铜牌 | 总数 |
| ---- | ------ | ---- | ---- | ---- | ---- |
| 8    | 法国   | 2    | 4    | 5    | 11   |

## 奖牌获得者

### 金牌
1. 男子游泳100米仰泳：拉考特
2. 男子游泳100米仰泳（并列）：斯特拉维休斯

### 银牌
1. 女子公开水域5公里：穆勒
2. 男子游泳4x100米自由泳接力：贝尔纳/斯特拉维休斯/梅纳德/吉洛
3. 男子游泳4x200米自由泳接力：阿格内尔/马莱/斯特拉维休斯/吉洛
4. 男子游泳50米仰泳：拉考特

### 铜牌
1. 女子游泳400米自由泳：马福特
2. 女子游泳200米自由泳：姆法特
3. 男子游泳100米自由泳：梅纳德
4. 女子游泳50米蝶泳：赫尼克
5. 男子游泳50米自由泳：贝尔纳